# Solenopsis sulfurea
Solenopsis sulfurea es una especie de hormiga del género Solenopsis, subfamilia Myrmicinae.

## Distribución
Esta especie se encuentra en Argentina, Brasil, Paraguay y Venezuela.